# Recep Çelik
Recep Onur Çelik (* 29. März 1987 in Istanbul) ist ein türkischer Fußballspieler.

## Karriere
Çelik begann mit dem Vereinsfußball 2000 in der Jugend des Istanbuler Amateurvereins Güngörenspor und durchlief später die Jugendmannschaften von Bakırköyspor, Güngörenspor und Küçükpazarspor. 2008 wechselte er zum damaligen Amateurverein Ümraniyespor. Bereits nach drei Monaten verließ er diesen Verein Richtung İstanbul Beylikdüzüspor. Über eine einjährige Spielperiode bei Hür. Gücü wechselte er als Profispieler zum Viertligisten Tepecikspor. Mit diesem Verein erreichte er zum Saisonende die Meisterschaft der TFF 3. Lig und damit den Aufstieg in die TFF 2. Lig. Nachdem er die Hinrunde der Saison 2011/1 auf der Ersatzbank verbracht hatte, spielte er die Rückrunde auf Leihbasis beim Viertligisten Maltepespor. Für die Saison 2012/13 kehrte er zu Tepecikspor zurück und erkämpfte sich auf Anhieb einen Stammplatz.
Zur Saison 2013/14 wechselte er in die TFF 1. Lig zum Absteiger Orduspor. Dieser kam letztendlich doch nicht zustande.

## Erfolge
Mit Tepecikspor
- Meister der TFF 3. Lig: 2010/11
- Aufstieg in die TFF 2. Lig: 2010/11